# Oreophryne zimmeri
Espèce
Statut de conservation UICN

 EN  : En danger
Oreophryne zimmeri est une espèce d'amphibiens de la famille des Microhylidae.

## Répartition
Cette espèce est endémique d'Indonésie. Son aire de répartition n'est pas connue avec précision ; elle est supposée vivre sur le mont Mengkoka dans le Sud-Est de Sulawesi,.

## Étymologie
Cette espèce est nommée en l'honneur de Carl Wilhelm Erich Zimmer (1873–1950).

## Publication originale
- Ahl, 1933 : Ergebnisse der Celebes- un Halmaheira-Expedition Heinrich 1930-32. I. Amphibien und Reptilien. Mitteilungen aus dem Zoologischen Museum in Berlin, vol. 19, p. 577-583.